# Podhořany u Ronova
Podhořany u Ronova é uma comuna checa localizada na região de Pardubice, distrito de Chrudim.